# Athylia signata
Athylia signata là một loài bọ cánh cứng trong họ Cerambycidae.